# Грядущий кризис юга
«Грядущий кризис Юга: как его встретить» (англ. The Impending Crisis of the South: How to Meet It) — книга, написанная писателем и аболиционистом Хинтоном Роуэном Хелпером в 1857 году; считается одной из самых значительных работ по теме рабства в довоенной Америке. В отличие от других противников рабовладельческой системы, Хелпер критиковал рабство не потому, что оно эксплуатировало чернокожих, а потому что оно, по его мнению, угнетало бедное белое население, не владевшее рабами, и тормозило экономический прогресс Юга. Книга содержала в себе очень резкие нападки на плантаторов: автор призывал к классовой агитации против рабства или насильственному свержению существовавшего экономического строя.
Публикация вызвала широкий общественный резонанс, когда издатель одной из крупнейших газет того времени New York Tribune Хорас Грили опубликовал её сокращённую версию. Во многих южных штатах книга была запрещена, а её владельцы подвергались арестам. В 1859 году республиканцы пытались избрать спикером Палаты представителей Джона Шермана, который был обвинён южанами в поддержке идей Хелпера; в ходе дебатов в Конгрессе книга приобрела ещё большую известность и стала предвыборным документом республиканской партии. Сам Хелпер был сторонником превосходства белой расы и своей публикацией стремился помочь бедным белым, а не чернокожим. По мнению историка Дэвида Брауна, книга могла способствовать избранию Авраама Линкольна президентом США в 1860 году и началу гражданской войны.

## Предпосылки
Жизнь в южных штатах до гражданской войны характеризовалась высоким социальным расслоением между белыми-рабовладельцами, белыми-фермерами, ремесленниками и бедняками. Среди нерабовладельцев было распространено мнение о том, что рабовладельческая система основывалась на взаимной выгоде для всех белых жителей юга. Однако ближе к концу довоенного периода недостатки не диверсифицированной экономики становились всё более очевидными, в результате чего противоречия южной экономической системы вышли на поверхность. Некоторые политики и общественные деятели юга, такие как Джеймс Де Боу, Уильям Грегг и Джеймс Хэммонд изучали проблемы южной промышленности. Нерабовладельческие жители юга принадлежали к разнообразным социальным группам, но в особенно бедственном положении находились белые бедняки.

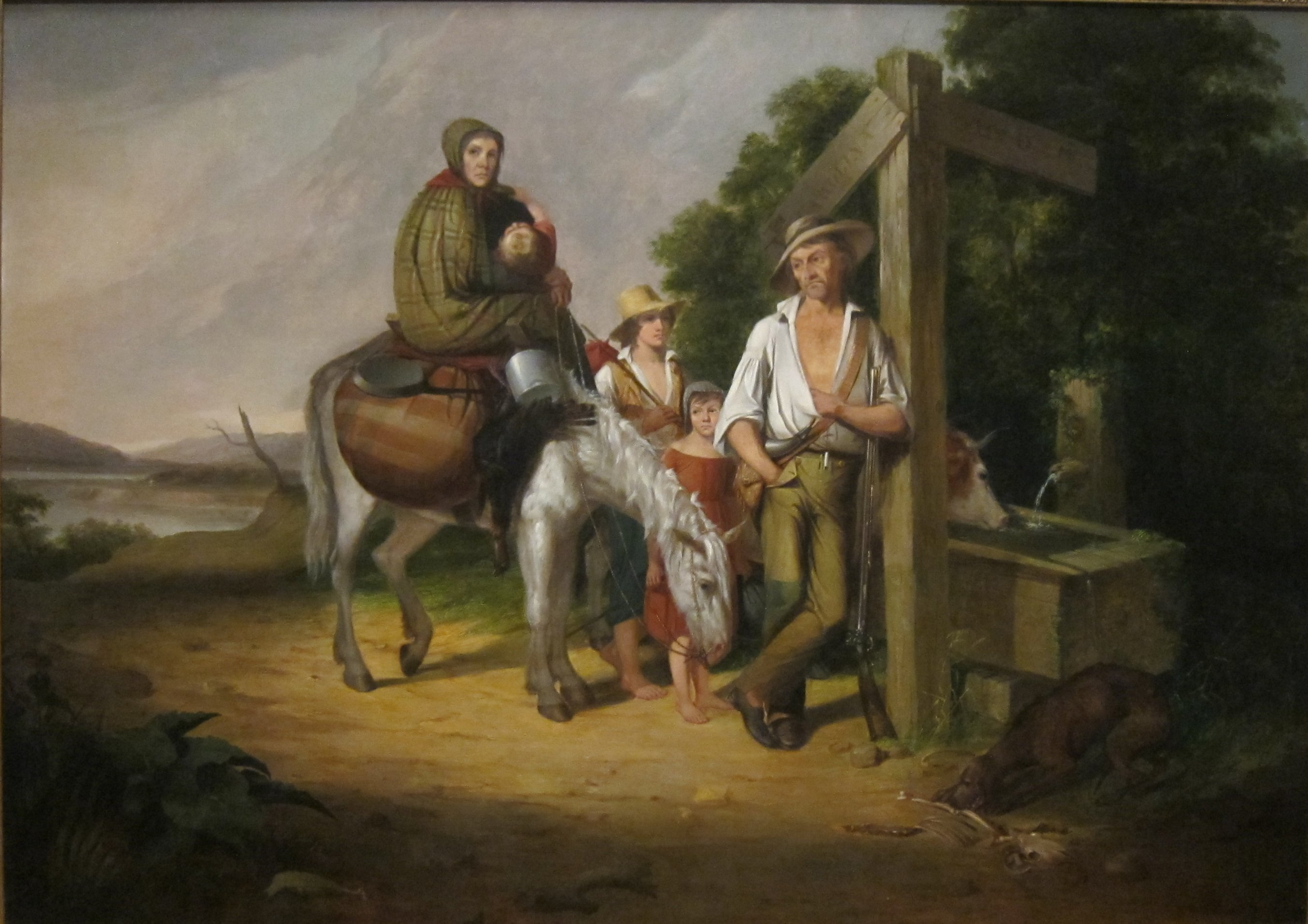
Эмигранты из Северной Каролины: Бедные белые люди, картина художника Бирд, Джеймс Генри

В южных штатах существовал ряд изолированных районов, в которых проживали беднейшие слои населения. В Джорджии это были сосновые пустоши в южно-центральных округах, окружённые округами чёрного пояса. По объему производства хлопка и кукурузы и поголовью скота округа пустошей значительно отставали от своих более успешных соседей; также бедные округа были полностью оторваны от центров зарождающейся промышленности. В Миссисипи за Перл-ривер в восточной части штата на территории бесплодных лесов жили бедняки, в то время как на западе на плодородных землях у реки Миссисипи была создана развитая плантационная система с большим количеством рабов. В среднем житель западной части штата был в 10-15 раз богаче своего соседа с востока.
Расселённые по отдельным районам юга бедняки жили в изолированных общинах. В таких сообществах земля не считалась большой ценностью из-за своей неплодородности, из-за чего жители легко могли занимать свои участки. Добыча еды не требовала больших усилий из-за большого количества диких животных в лесах. Как правило, бедные были неграмотными и невежественными, что служило дополнительным препятствием для осуществления реформ. Сформированные в их среде предрассудки позволяли легко мириться с рабством, которое отчасти было причиной их бед.
Большинство европейских путешественников, посещавших юг считали, что уничтожение рабства станет неизбежным следствием получения бедняками образования. В то же время писатель Джордж Фицхью утверждал, что если бедняк получит образование и хорошую работу, он станет любить рабство, так как его успех будет обусловлен трудом рабов. Одним из препятствий для нападок бедных на существовавший порядок были их расовые воззрения, выраженные в ненависти к чернокожим, несмотря на то, что экономический барьер между бедными белыми и рабами поддерживался искусственно. Книга Хелпера представляла собой протест против существовавшей системы южной экономики в экстремальной форме.
Родной регион Хелпера — предгорья Северной Каролины (Пидмонт) — долгое время оставался восприимчивым к антирабовладельческому посланию даже после того, как последние южные аболиционисты сдались под натиском рабовладельцев к 1832 году. Отчасти это было связано с религиозным составом региона — его населяли квакеры, моравские братья, лютеране и другие, отчасти — с антирабовладельческим направлением местной интеллектуальной мысли. Несмотря на то, что сторонники рабства также проявляли большую активность в регионе, в 1850-х годах Американское миссионерское общество открыто проповедовало там аболиционизм.
В то же время между Пидмонтом и плантационными районами велось постоянное противостояние за политическую власть и ресурсы. Рабовладельцы сумели избежать демократизации политической системы штата, которая произошла во многих других местах: сохранялся имущественный ценз для участия в голосовании и занятия государственных должностей. Впоследствии одной из главных претензий Хелпера к существовавшей экономической системе было то, что рабовладельцы контролировали политические назначения и государственные должности. Некоторые богатые семьи де-факто монополизировали отдельные должности в органах местной власти в своих руках и удерживали их на протяжении десятилетий. По сравнению с другими южными штатами разногласия между богатой верхушкой и нерабовладельческим большинством в Северной Каролине были особенно острыми. Написание книги Хелпера совпало с постепенным ухудшением жизни нерабовладельцев в центральном предгорье, что вынуждало некоторых безземельных белых постепенно покидать регион. Кроме Пидмонта, антирабовладельческое движение юга существовало в западной части Виргинии и в восточных частях Кентукки и Теннесси. Нерабовладельческие белые постепенно разочаровывались в существовавшем порядке вещей, особенно на верхнем юге, но были далеки от радикальных взглядов Хелпера, которые были большой редкостью для жителей региона.

## Биография Хелпера
Хелпер родился в декабре 1829 года в округе Роуан в штате Северная Каролина и был младшим сыном из 5 детей. Когда ему было всего девять месяцев, его отец скончался. Впоследствии некоторые исследователи, склонные считать, что «Грядущий кризис» был ответом Хелпера несправедливому обществу, считали, что смерть родителя было первым из многих несчастий, которые сформировали будущего автора как замкнутого и озлобленного человека. Согласно этой версии, далее Хелпер каким-то образом смог поступить в платную Академию Моксвилла, посещаемую в основном детьми плантаторов. Там он мог столкнуться с пренебрежительным отношением со стороны обеспеченных сверстников, что могло оказать влияние на его мировоззрение. После этого вместе с тысячами других искателей счастья Хелпер отправился в Калифорнию в самый разгар золотой лихорадки. Вернувшись после трёх лет неудач, в 1855 году он написал книгу «Калифорнийская земля золота: реальность против вымысла», где стремился обличить недостатки штата и заработать деньги на продажах, но публикация не имела коммерческого успеха. Трактуя факты таким образом, исследователи считали, что «Грядущий кризис» был написан как реакция Хелпера на неудачи, в которых он обвинял несправедливую систему общественных отношений.

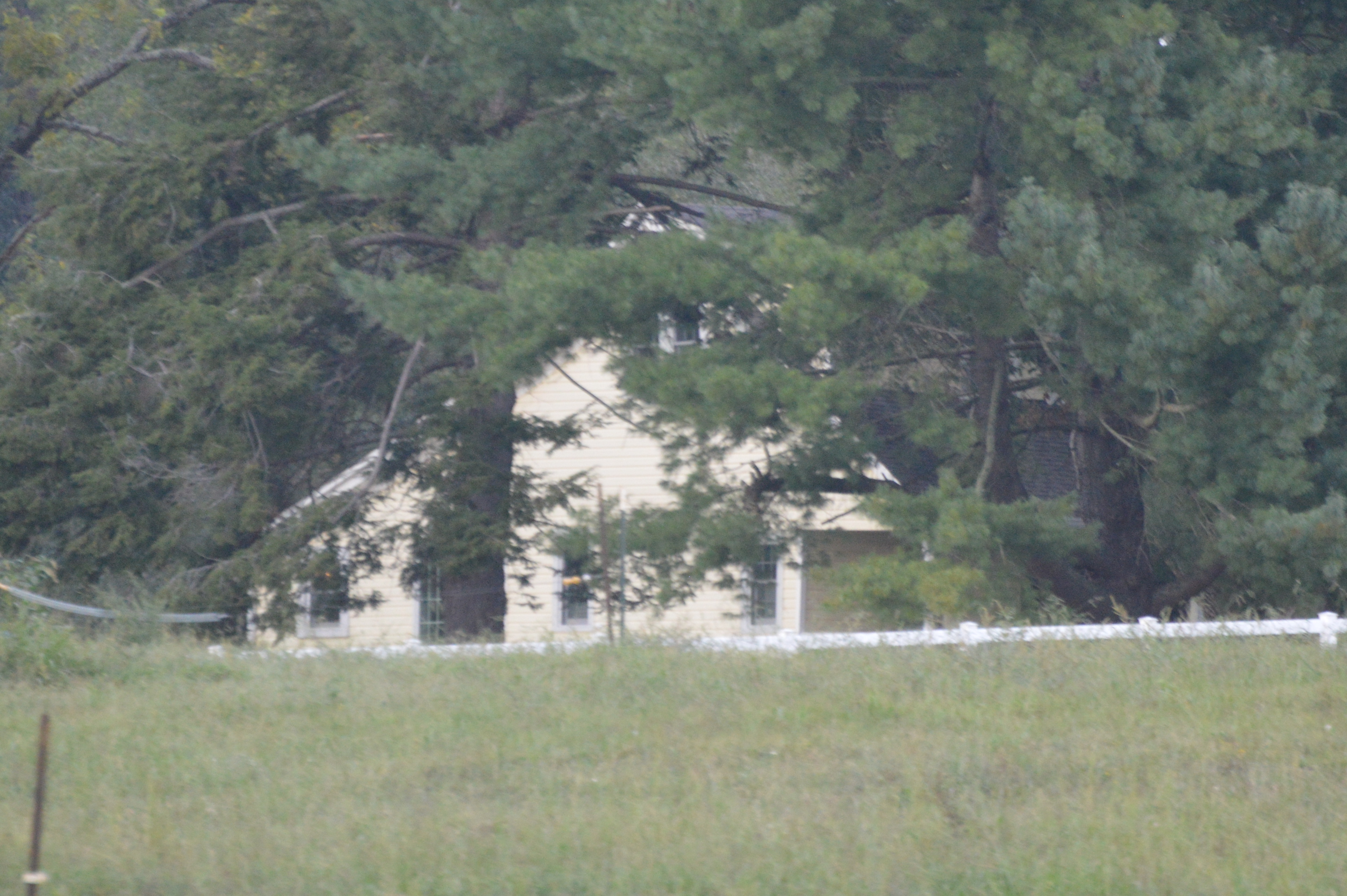
Дом Хелпер, Хинтон Роуэн с 1829 по 1849 год.

Тем не менее другие данные опровергают версию о бедствиях, якобы пережитых в молодости Хелпером: сохранились свидетельства того, что члены его семьи покупали дорогие участки земли, имели связи со знатными семьями своего округа и были искусными ремесленниками. Кроме того, после смерти отца Хелпера опекал Томас Макнили, который был одним из богатейших жителей округа Дейви. Таким образом Хелпер имел возможность поступить в платную академию. В феврале 1847 года он начал работать в магазине Майкла Брауна, одного из самых видных жителей округа Роуан в должности клерка. Скорее всего, к 1850-м годам положение семьи Хелпера ухудшилось, и они стали принадлежать к среднему классу. Несмотря на это, Хелпер, скорее всего, имел широкие возможности к моменту написания своей самой знаменитой книги. Несмотря на свои будущие выступление против рабства, Хелпер был воспитан в традициях южного региона, всегда гордился своим происхождением и придерживался южного кодекса чести.
В опубликованной версии книги «Земля золота» Хелпер лишь косвенно упоминал тему рабства в контексте дискуссий о его возможном введении в штате и в целом довольно вольно обращался со статистическими данными; по сути, в книге он призывал устранить чернокожих из Соединённых штатов. При этом в изначальной рукописи автор выступал за свободный труд и говорил, что рабов стоит содержать только в сельской местности, из-за чего издатель Чарльз Мортимер из офиса Southern Quarterly Review в Балтиморе отказался печатать фрагменты, содержащие такую информацию. В случае отказа принять правки редакции Хелпер рисковал потерять 400 долларов, которые уже были вложены в книгу. В результате он согласился с его требованиями.

### Отношение Хелпера к чёрным
Несмотря на то, что Хелпер явно выступал против рабства, в отличие от других аболиционистов, он был ярым расистом и сторонником превосходства белой расы и считал, что чернокожим вообще нет места не американской земле. Фактически он был сторонником колонизации. При этом в самом «Грядущем кризисе» чёрные практически не упоминались. Историк Джордж Фредериксон был склонен относить этот факт к осознанной хитрости автора книги, который стремился добиться её большего успеха на севере. Во вступлении книги автор заявил, что его целью не было «выражение особенного дружелюбия или сочувствия к чернокожим». Иногда крайний расизм Хелпера, проявившийся в его книгах, вышедших после гражданской войны, относят к его взглядам в 1850-х годах. Кроме того, Бердик, издатель «Грядущего кризиса», свидетельствовал, что Хелпер избегал любых контактов с чернокожими, отказываясь даже посещать отели и рестораны, где они работали на подсобных должностях. Другой человек, знавший Хелпера до войны, вспоминал, что «он всегда решительно выступал против всех отношений и условий, которые держали две расы вместе, и это было одним из главных оснований его неприятия рабства». Хелпер также враждебно относился к ирландцам в Новой Англии и китайцам в Калифорнии.

## Создание книги
После того, как изначальная версия книги «Земли золота» была отклонена, Хелпер убедился в том, что юг принимал только литературу, пропагандирующую рабство, и поклялся, что постарается вынести вопрос рабства на всеобщее обсуждение. Он собрал забракованные части рукописи воедино и занял более враждебную позицию по отношению к рабству: отсутствие свободы слова подтолкнуло его к действиям. Осенью 1855 Хелпер вернулся в Северную Каролину и начал изучать доступные публикации, сравнивающие рабовладельческую и нерабовладельческую экономические системы. Эта литература оказала большое влияние на его взгляды. Впоследствии в книге Хелпера многие тезисы, обсуждавшиеся на южных торговых съездах. Хотя писатель опирался на дискурс своего региона, в значительной степени содержанием работы он был обязан северным интеллектуалам и политикам: его книга отражала республиканский политический дискурс 1850-х годов. Скорее всего, время проведённое Хелпером в городской и промышленной среде северных штатов оказало на него большое влияние. Он пришёл к выводу о том, что рабство держит весь юг, кроме немногочисленных рабовладельцев в состоянии постоянной отсталости, после чего начал поддерживать республиканскую партию вместо распадающейся партии вигов.
В мае 1856 года Хелпер продал свою долю в семейной ферме собственному брату и отправился в Балтимор. На митинге в поддержку кандидата на пост президента от республиканской партии на выборах 1856 года Джона Фримонта он познакомился с аболиционистом Джоном Ганнисоном и присоединился к местной организации республиканцев, став её 50-м членом. Скорее всего, с этого момента Хелпер получал материалы для написания своей книги из лучших библиотек Вашингтона и Балтимора. Тем временем республиканцы в городе подвергались преследованиям (Балтимор находился в рабовладельческом штате Мэриленд) и были вынуждены прекратить свои собрания в августе 1856 года. В сентябре они попытались собраться снова, но были жестоко избиты толпой. В октябре Хелпер написал письмо своему бывшему работодателю Майклу Брауна, где просил заём на написание книги, которая, по его словам «принесёт пользу Северной Каролине и югу в целом». Откликнулся ли Браун на его просьбу, неизвестно.
Тем временем в Северной Каролине университетский преподаватель Бенджамин Шервуд Хедрик был фактически уволен с работы за публичную поддержку Фримонта на пост президента. Он написал ответ своим критикам, где утверждал, что свободный и рабский труд не могут существовать в одном сообществе и рассказывал о том, как его соседи, друзья и родственники покидали штат из-за экономических трудностей. Хелпер написал Хедрику письмо, в котором выразил ему поддержку. В ответе Хендрик попросил его дать жителям севера правильное представление о ситуации на юге. Впоследствии Хелпер включил части его статьи-ответа критикам в «Грядущий кризис». Работая над книгой, Хелпер опирался на свой опыт и реалии жизни своего штата: так, он использовал северокаролинский город Солсбери для оценки темпов найма рабов на юге и сравнил ставки заработной платы рабов и свободных рабочих железнодорожной компании Северной Каролины.
В конце 1856 года Хелпер завершил работу над своей рукописью и написал письмо известному нью-йоркскому аболиционисту Джерриту Смиту, задав ему вопросы, касающиеся его взглядов на решение проблемы рабства на юге и дальнейшие действия после освобождения рабов. Он упомянул свои планы по изданию книги, но попросил Смита хранить их в тайне, так как не хотел, чтобы кто-то узнал о его задумке преждевременно. В первую очередь Хелпер адресовал свою книгу южным фермерам, но также надеялся, что она будет понята большим кругом читателей, включая рабовладельцев. После завершения работы над книгой ему несколько месяцев пришлось искать издателя, который согласил бы её опубликовать. Многие издательства боялись идти на такой шаг из-за риска потери южных клиентов. В конечном итоге Хелпер заключил контракт с нью-йоркским книжным агентом Эшером Б. Бердиком, который согласился опубликовать книгу от своего имени. 13 июня 1857 года южные газеты сообщили о том, что книга поступит в продажу к конце месяца по цене в один доллар. 13 августа Хелпер подал копию в Окружной суд США по Северной Каролине (англ. United States District Court for the District of North Carolina), чтобы получить авторские права. 

## Содержание книги
В книге Хелпер призывал белых нерабовладельцев свергнуть плантаторскую элиту, которую автор винил в препятствовании экономическому прогрессу юга, посредством политических действий и править в соответствии со своими интересами. По его мнению тех, у кого были рабы и тех, у кого их не было, разделял классовый антагонизм. Хелпер называл себя бескомпромиссным аболиционистом и выступал против рабства как на юге, так и на федеральных территориях. Он назвал рабовладельческих олигархов «властелинами плети», владевшими как чёрными, так и белыми. Также писатель обвинил их в том, что они держали белых бедняков в неведении о настоящем положении дел на севере и даже на самом юге, призывая последних освободиться от политической и экономической монополии 347 тысяч рабовладельцев.

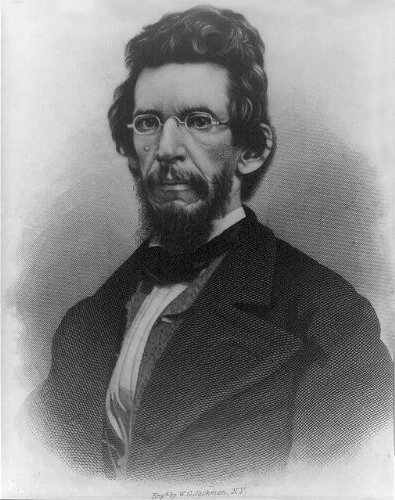
Профессор и переписчик Де Боу, Джеймс

Хелпер подчеркнул ценность статистики как союзника в борьбе против рабства и высоко оценил составителя седьмой переписи населения США профессора Джеймса Де Боу (хотя он был одним из ведущих сторонников рабства). Автор сравнил сельскохозяйственную продукцию свободных и рабовладельческих штатов с помощью ряда таблиц и пришёл к выводу о том, что хозяйство севера было эффективнее. По его словам, урожай сена свободных штатов был более ценным, чем хлопок, сено, конопля и рис, произведённые в пятнадцати штатов с разрешённым рабством. Это позволило ему заявить о том, что «хлопок лишился своей магической силы и больше не является королём».
Хелпер изобразил юг как экономически зависимый от севера регион, так как южане покупали у северян практически все промышленные товары. По его словам, в регионе не было класса успешных торговцев, а его развитие зависело от северного капитала, используемого при строительстве железных дорог и каналов. Кроме того, он обратил внимание на то, что с 1790 по 1850 год население ведущего южного штата — Виргинии выросло с 748 тысяч человек до 1 миллиона 481 тысячи, в то время как свободный Нью-Йорк вырос с 340 тысяч до почти 3 миллионов 100 тысяч человек.
Автор осуждал культурное отставание юга и неспособность региона внести вклад в литературу, искусство и изобретения, критиковал ограничение доступа к образованию для белых бедняков. По его мнение, южная почва истощалась постоянным выращиванием хлопка, а богатые минеральные месторождения не разрабатывались. Во всех этих недостатках Хелпер винил только рабство. Также он представил свой план отмены рабства: рабы должны были быть освобождены без компенсаций рабовладельцам; Хелпер считал, что последние были должниками нерабовладельцев и требовал погашения задолженности прямыми выплатами или передачей имущества.
Хелпер призывал нерабовладельцев организовываться и не давать плантаторам возможности участвовать в выборах, поощрять свободный белый труд и препятствовать найму рабов. По его плану, налог в размере шестидесяти долларов с каждого раба должен был взиматься с рабовладельцев до 4 июля 1863 года, после чего он должен был быть увеличен до ста долларов в год (к 1869 году он предлагал увеличить налоги до такой степени, чтобы рабство отмерло само по себе). Доходы, полученные таким образом должны были быть потрачены на переселение чернокожих из США в Африку или отправлены в Южную Америку (к 1850-м большинство аболиционистов уже отказалось от таких планов). Хелпер предлагал чёрным и бедным белым объединиться в борьбе с рабством: по его словам, «каждая жертва мерзкого института [рабства] должна была быть вновь наделена священными правами и привилегиями, которых она была лишена бесчеловечной олигархией». В книге Хелпер не показал своего реального презрения к чёрным и даже высмеивал суждения о том, что они являются второсортными людьми.
Писатель выступил за сохранение Союза, предупредив рабовладельцев, что в случае их отделения юг вернётся в состав США без них. Кроме экономических данных, Хелпер обращался к церковным, международным и северным аргументам против рабства. Сильные формулировки, использованные Хелпером в отношении рабовладельцев в книге отражали общую атмосферу насилия в стране и его задетое чувство чести, так как он чувствовал себя оскорблённым после цензуры книги про Калифорнию, когда его право на свободу слова было нарушено.

## Реакция
Первое издание книги вышло в 1857 году и было продано тиражом 13 тысяч экземпляров. В том же году заместитель редактора газеты New York Evening Post предложил напечатать 100 тысяч экземпляров для использования в пропагандистской агитации республиканцев, однако экономический кризис 1857 года задержал реализацию плана, что не помешало некоторым республиканцам одобрить книгу на выборах 1858 года. В марте 1859 группа республиканцев опубликовала циркуляр с призывом собрать 15 тысяч долларов на издание компендия (сокращённой версии) книги Хелпера. Многие республиканцы из Конгресса и сторонники отмены рабства поддержали проект; среди них был издатель одной из крупнейших газет того времени New York Tribune Хорас Грили, лично пожертвовавший 100 долларов. В начале 1859 года компендий был опубликован. Сам Хелпер сотрудничал с Грили при распространении своей книги и согласился продавать её по себестоимости, чтобы распространить издание как можно сильнее.
New York Tribune дала «Грядущему кризису» большую рекламу. Грили написал полностраничную рецензию на книгу, назвав её сочетанием «тяжелой артиллерии статистики» и «громогласными залпами и дерзкими атаками аргументации и риторики». Книга вызвала большое беспокойство на юге из-за резких нападок на плантаторов: Хелпер пришёл к выводу, что рабы будут объединяться с белыми, которые не используют рабский труд, потому что, по его словам, чернокожие «в девяти случаях из десяти будут рады возможности перерезать горло своим хозяевам». Газета New Englander Magazine назвала Хелпера «мастерским социологом».
В марте 1858 года Сенатор от Массачусетса и будущий вице-президент США Генри Уилсон использовал «Грядущий кризис» для составления аргументации своей антирабовладельческой позиции. В апреле Сенатор от Северной Каролины Аса Биггс усомнился в авторстве Хелпера над книгой, предположил, что его настоящая фамилия Хелфер и обвинил писателя в воровстве денег в период работы клерком у Майкла Брауна. Атака Биггса была крайне личной и грубой; озвучивание таких обвинений в адрес Хелпера в Сенате должно было стать особенно унизительным для него. Возмущённый Хелпер, верный южному кодексу чести, 12 апреля попытался найти обидчика в Палате представителей, но наткнулся только на Бёртона Крейга, представителя Солсбери, которого Хелпер подозревал в предоставлении Сенатору оскорбительной информации. Хелпер спросил Крейга, передавал ли он информацию о предполагаемом преступлении сенатору Биггсу, на что конгрессмен ответил отрицательно, но признал, что помогал сенатору в получении информации. Писатель обвинил Крейга в трусливом поведении, после чего конгрессмен схватил Хелпера за горло и между ними завязалась драка. Политик из Джорджии Августус Райт попытался вмешаться, когда они начали бороться в проходе у стола спикера. В конечном итоге группа конгрессменов разняла их, а Хелпер был арестован, оштрафован на 20 долларов и отпущен под залог, который внесли Джон Хейл и Монтгомери Блэр.
В декабре 1859 года, когда 36-й Конгресс США собрался на первую сессию после выборов, многие члены демократической партии из южных штатов были шокированы тем, что 68 республиканцев одобрили сокращённую версию книги Хелпера для использования в качестве предвыборной литературы своей партии на президентских выборах 1860 года. Раскрытие этой информации произошло очень некстати, так как первая конгрессмены собралась всего через три дня после повешения аболициониста Джона Брауна, который напал на город Харперс-Ферри незадолго до этого с целью поднять восстание рабов. Конгрессмен Джон Буллок Кларк внёс резолюцию, направленную против претендента на пост спикера Палаты от республиканцев Джона Шермана, где говорил о том, что любой сторонник книги Хелпера недостоин чести быть избранным спикером. Некоторые источники утверждают, что Шерман одобрял издание, другие — что нет, но он отказался снять свою кандидатуру и посчитал резолюцию оскорбительной.
Последовали длительные и ожесточённые выборы спикера Палаты представителей, так как ни одна из партий не имела большинства в законодательном органе. Южане отказывались проголосовать за любого политика, который поддерживал Хелпера. Спустя 8 недель обсуждений спикером был избран Уильям Пеннингтон. Споры вокруг избрания председателя Палаты представителей придал книге Хелпера широкую огласку; одна из газет писала:  «Те, кто взялся обеспечить широкий тираж [«Грядущего кризиса»], сомневались в своих способностях сделать это, пока Кларк и компания не пришли им на помощь...». После избрания спикера обстановка в Палате стабилизировалась, но ненадолго. Уже 5 апреля один из самых непримиримых противников рабства Оуэн Лавджой, чей брат был убит за свою аболиционистскую деятельность в 1837 году, произнёс речь «Варварство рабства» в присутствии большинства своих коллег-конгрессменов и открыто заявил о том, что полностью осознавал содержание книги Хелпера, когда одобрил её и сделал бы это снова без промедлений. Беспорядков в зале заседаний удалось избежать лишь чудом.
Законодательное собрание Мэриленда приняло закон, запретивший назначению в полицейскую комиссию Балтимора любого сторонника Хелпера. Священник из Северной Каролины был приговорён к заключению в тюрьму на один год за распространение книги; впоследствии он бежал на север и начал читать лекции об отмене рабства. Писатель столкнулся с яростной реакцией даже в родном штате: в Хай-Пойнте десять экземпляров были торжественно сожжены в общественном месте, а губернатор Джон Эллис, после того как был обвинён в её хранении, заявил, что использовал её для раскуривания трубки.
Местные политики надеялись предотвратить распространение книги на свои территории и подозревали аболиционистов в тайном проникновении на юг. Политики и газеты юга яростно нападали как на книгу, так и на самого Хелпера, несмотря на то, что многие рабовладельцы наверняка прочитали труд писателя. Критики отвергали книгу как производную от идей северных писателей и даже ставили под сомнение авторство Хелпера. Законодательные собрания нескольких южных штатов приняли законы, запретившие хранение или продажу книги; трое жителей Арканзаса были повешены за хранение её копии. Несмотря на это, некоторые торговцы тайно провозили книгу на юг, хотя южане видели в ней серьёзную угрозу социальной структуре своего региона.

## Влияние
Книга Хелпера могла сыграть большую роль в дальнейшем отчуждении севера и юга друг от друга и избрании Авраама Линкольна на выборах 1860 года. Возможно, широкое распространение издания способствовало тому, что многие северные избиратели Американской партии и старые виги, голосовавшие за Милларда Филлмора в 1856 году, поддержали Линкольна 4 года спустя. Республиканцы распространили копии книги по всему Среднему Западу, чтобы привлечь колеблющихся избирателей. Газета New York Herald писала, что книга Хелпера представляла собой парафраз республиканской платформы и играла ключевую роль в их предвыборной кампании партии с начала 1858 года до конца 1860 года. Работа Хелпера оказала влияние на северный электорат, так как, обращая внимание на тяжелое положение белых при рабстве, она подрывала утверждение демократов о «черных республиканцах», борющихся за расовое равенство. Косвенным свидетельством влияния книги на настроение избирателей было то, что Линкольн показал очень хорошие результаты в тех местах, где «Грядущий кризис» распространялся намеренно: в южной Индиане количество голосов за республиканцев увеличилось в 2 раза, в южном Иллинойсе — в 2,5 раза.
Фрагменты книги часто печатались в северных газетах, а в 1860 году были опубликованы два издания компендия тиражом 100 000 и 140 000 экземпляров. Книга стала одним из многих факторов, привёдших Соединённые штаты к гражданской войне. Некоторые критики ставили под сомнение авторство Хелпера и приписывали её авторство Хорасу Грили, Шерману или даже Линкольну. После того, как республиканцы победили на выборах 1860 года, «Грядущий кризис» стал ведущим риторическим оружием сецессионистов: на митинге в Олбани в Джорджии Мартин Кроуфорд утверждал, что поддержка Хелпера республиканцами — всё необходимое для оправдания отделения, а на собрании в Мейконе в Миссисипи агитаторы отделения зачитывали фрагменты книги, чтобы оправдать свою позицию.
Несмотря на то, что Хелпер обращался в первую очередь к нерабовладельцам и даже называл себя их голосом, книга не встретила отклика в их среде отчасти потому что многие из них были неграмотны, а сама книга имела лишь ограниченный тираж на юге. Кроме того, Хелпер исходил из ошибочного предположения о существование чёткого разделения между владельцами рабов и простыми белыми жителями юга. На самом деле последние опиралась на совокупность сложных представлений о жизни, которые препятствовали развитию классового сознания, которое можно было бы направить против института рабства.
После избрания Линкольна Хелпер был назначен американским консулом в Буэнос-Айрес в Аргентине и занимал эту должность до 1866 года. В 1867 году он написал крайне расистский трактат «Ноджоке», за которым последовали ещё две работы похожего содержания. Даже по меркам эпохи реконструкции расизм Хелпера считался чрезмерным, что изолировало его от общественного мнения. В 1870-х он путешествовал по Южной Америке, ведя судебные дела от имени американских клиентов. Последние десятилетия своей жизни он провёл пропагандируя проект создания панамериканской железной дороги, которая должна была соединить Северную и Южную Америку. Его проект провалился; 8 марта 1909 года он покончил жизнь самоубийством: открыл газ в своей квартире и умер от удушья.

### Комментарии
1. ↑  Например, Джордж Фредериксон[англ.] утверждал, что семья Хелперов осталась в бедности после смерти отца, а Эдмунд Уилсон описывал его как «сына неграмотного фермера, чьи родители рано умерли и не оставили ему ничего» (Уилсон ошибочно считал, что мать Хелпера также рано умерла)[9].
2. ↑  Окружной суд США по округу Северной Каролины с 1802 года был де-юре разделён на три округа, но все они обслуживались одним судьёй, из-за чего де-факто функционировали как единый округ. В 1872 Северную Каролину разделили на два округа: Восточный[англ.] и Западный[англ.]; на этот раз они действовали независимо друг от друга, а в 1927 из их частей был образован Средний округ[англ.][24]. В Соединённых штатах существуют как District Courts, которых обычно несколько на весь штат, так и County Courts, которые обычно действуют на уровне каждого округа, которых в штате могут быть десятки. Последние рассматривают менее серьёзные дела.
3. ↑  Хелпер отсылал читателей к крылатой фраза того времени «Король хлопок» (англ. King Cotton), намекавшей на экономическую и политическую важность производство хлопка. Одним из известных употреблений фразы было выступление Сенатора от Южной Каролины Джеймса Хэммонда в Сенате 4 марта 1858 года, когда он заявил: «Вы не посмеете объявить войну хлопку! Ни одна сила на земле не посмеет объявить ему войну. Хлопок — король»[27].
4. ↑  Это было правдой; дед Хелпера происходил из немецкого города Гейдельберг[37].
5. ↑  Историк Джордж Фредериксон писал, что Шерман одобрил книгу, но после начала выборов спикера счёт ситуацию неловкой и утверждал, что не помнит, поддерживал ли он книгу и отрицал, что вообще читал её[40].

### Статьи
- Brown, David. Attacking Slavery from Within: The Making of "The Impending Crisis of the South" (англ.). — The Journal of Southern History: Southern Historical Association, 2004. — Vol. 70, no. 3. — P. 541—576.
- Brown, David. Hinton Rowan Helper: The Logical Outcome of the Non-Slaveholders' Philosophy? (англ.). — The Historical Journal: Cambridge University Press, 2003. — Vol. 46, no. 1. — P. 39—58.
- Buck, Paul H. The Poor Whites of the Ante-Bellum South (англ.). — The American Historical Review: Oxford University Press, 1925. — Vol. 31, no. 1. — P. 41—54.
- Cardoso, J. J. Lincoln, Abolitionism, and Patronage: The Case of Hinton Rowan Helper (англ.). — The Journal of Negro History: The University of Chicago Press, 1968. — Vol. 53, no. 2. — P. 144—160.
- Reuben-Sheeler, J. HINTON ROWAN HELPER (англ.). — Negro History Bulletin: Association for the Study of African American Life and History, 1946. — Vol. 9, no. 6. — P. 137—141.
- Cardoso, J. J. Hinton Rowan Helper as a Racist in the Abolitionist Camp (англ.). — The Journal of Negro History: The University of Chicago Press, 1970. — Vol. 55, no. 4. — P. 323—330.
- Gilbert, Benjamin Franklin. THE LIFE AND WRITINGS OF HINTON ROWAN HELPER (англ.). — The Register of the Kentucky Historical Society: Kentucky Historical Society, 1955. — Vol. 53, no. 182. — P. 58—75.

### Книги
- Fredrickson, George M. The Arrogance of Race: Historical Perspectives on Slavery, Racism, and Social Inequality (англ.). — Hanover, New Hampshire: University Press of New England, 1988. — P. 28—53. — 310 p. — ISBN 0-8195-5177-5.
- Wilson, Edmund. Patriotic Gore (англ.). — Farrar, Straus and Giroux, 1988. — 954 p. — ISBN 9781466899636.
- Brown, David. Southern outcast: Hinton Rowan Helper and the impending crisis of the South (англ.). — LSU Press, 1968. — 316 p. — ISBN 9780807131787.